# Џон Кејџ
Џон Милтон Кејџ Млађи (енгл. John Milton Cage Jr.; Лос Анђелес, 5. септембар 1912 — Њујорк, 12. август 1992) био је амерички композитор, музички теоретичар, филозоф, писац и извођач. Џон Кејџ је пионир недетерминисаности у музици, електроакустичне музике и нестандардне употребе инструмената у музици. Био је једна од водећих личности послератне авангарде. Припадао је уметничком покрету неодада (Флуксус), чији је био главни представник, а критичари га сматрају за једног од најутицајнијих америчких композитора 20. века. Био је важна личност у развоју модерног плеса, захваљујући свом животном сапутнику, играчу и кореографу Мерсу Канингему (1919—2009).
Бавио се музиком, експериментисао је са њом. Направио је први музички ready made: седео је пред публиком за клавиром, и није га свирао — околни звуци су чинили композицију, тј. рад случаја.
Једна од карактеристичних иновација Џона Кејџа је препарирани клавир, који је први пут представио 1938. године. Звуци настају тако што се на жице и између жица клавира постављају разни предмети (шрафови, папир, гума...) и добија се широк спектар тонова, који до тада слушаоцима нису били доступни. Кејџ је за компоновање за препарирани клавир рекао да то није његово критиковање инструмента, већ да је само практичан. За овај инструмент је написао тридесетак композиција (23 за соло препарирани клавир, 2 за два препарирана клавира и 5 за оркестар). Његова најпознатија композиција за препарирани клавир је циклус од 20 кратких дела (16 соната и 4 интерлудија) Сонате и Интерлудији (1946 - 48), посвећена пијанисти и Кејџовом пријатељу Мароу Ајемиану.
Учитељи Џона Кејџа, Хенри Коуел и Арнолд Шенберг, познати по својим радикалним иновацијама у музици, утицали су на његов рад, али највећи утицај на Кејџа су биле источне и јужноазијске културе. Преко студија индијске филозофије и зен будизма у касним четрдесетим годинама прошлог века, Кејџ долази до алеаторике или музике вођене од шансе технике коју користи од 1951. године и којом се постиже велика слобода у стваралаштву. У извођењу овакве музике најбитнији део је импровизација коју извођач сам осмисли. Дело "Music of Changes" за соло клавир, које је пример недетерминисаности у музици (у којој је Кејџ био пионир), које је написао 1951. године и посветио Дејвиду Тудору, пијанисти и његовом пријатељу, инспирисано је "Књигом промена" Ји ђинг. Овај стари кинески текст је тако постао Кејџу стандардна "алатка" за рад до краја живота, како у музици, тако и у визуелној уметности којом се бавио од младости.
Џон Кејџ је вероватно најпознатији по својој композицији 4'33" из 1952. године, која се изводи одсуством намерно произведеног звука. Музичари који су изводили композицију ништа нису радили осим што су били присутни за време извођења дела. Садржај композиције је био "4 минута и 33 секунде" тишине са звуцима околине за време извођења.
Мишљење да је Кејџ утицао на многе композиторе, уметнике и писце је неспорно. Његов утицај је видљив у раду неких рок група: Sonic Youth који су албум "SYR4: Goodbye 20th Century" посветили великим авангардним композиторима међу којима је и Кејџ, Stereolab који је по њему назвао једну од својих песама ("John Cage Bubblegum") и других уметника и група који изводе noise музику, као и композитора, рок и џез музичара Френка Запе. На развој електронске музике Џон Кејџ је такође утицао, а седамдесетих година прошлог века, издавачка кућа Брајана Иноа Obscure Records објавила је његова дела. Препарирани клавир, чије је могућности Кејџ први почео да истражује, провлачи се кроз албум "Drukqs" из 2001. године, музичара Ричарда Дејвида Џејмса из групе Aphex Twin. Џон Кејџ, као музиколог, а пре свега као неко на кога је утицао, допринео је популаризацији музике Ерика Сатија. Дружење са апстрактним експресионистима, као што је Роберт Рошенберг, за чије радове из раног периода се може рећи да су претеча поп арта, помогло је да се Кејџове идеје представе кроз визуелну уметност. Група Radiohead је 2003. сарађивала са трупом Мерса Канингема, јер је Том Јорк, лидер бенда, назвао Кејџа "херојем уметности свих времена".
Утицај писца и филозофа Хенрија Дејвида Тороа определио је Џона Кејџа да према времену у којем је живео има анархистички приступ- побуна против наметнутих „вредности“ и самог чина вредновања, разарање грађанских вредности и институције светске уметности.
Његови први радови појавили су се 30-их година 20. века. Још у њима је показао таленат за немогуће ритмове, правећи сопствене конструкције од двадесет тонова.
Џон Кејџ је умро 12. августа 1992. године на Менхетну у Њујорку од последица можданог удара.

## Интерпретатори Кејџових дела
Мајкл Бах, Борис Берман, Леонард Бернштајн, Свен Бирх, Стефан Друр, Армин Фукс, Луис Голдштајн, Херберт Хенк, Еви Кириазидоу, Косимо Домиано Ланца, Џејмс Левин, Алексеј Љубимов, Боби Мичел, Џошуа Пирс, Ђанкарло Симонаци, Маргарет Ленг Тан, Адам Тендлер, Џон Тилбури, Роџер Захаб.

## Изабрана дела
- First Construction in Metal (1939)
- Living Room Music (1940)
- Credo in Us (1942)
- Music for Marcel Duchamp (1947)
- Sonatas and interludes (1948)
- Music of Changes (1951)
- 4'33" (1952)
- Radio Music (1956)
- Fontana Mix (1958)
- Cartridge Music (1960)
- Variations II (1961)
- 0'00 (4'33" No2) (1962)
- Cheap Imitation (1969)
- HPSCHD (1969)
- Branches (1976)
- Litany for the Whale (1980)
- Ryoanji (1983)
- But What About the Noise of Crumpling Paper (1985)
- As SLow aS Possible (1985)
- Organ²/ASLSP (As SLow aS Possible) (1987)
- Europeras 1 & 2 (1987)
- Four6 (1992)

## Награде
- Guggenheim Fellowship 1949.
- Kyoto Prize 1989.